# Lac Faribault
Lac Faribault är en sjö i Kanada.   Den ligger i regionen Nord-du-Québec och provinsen Québec, i den östra delen av landet, 1 500 km norr om huvudstaden Ottawa. Lac Faribault ligger 203 meter över havet. Arean är 248 kvadratkilometer. Den sträcker sig 33,2 kilometer i nord-sydlig riktning, och 30,6 kilometer i öst-västlig riktning.
Trakten runt Lac Faribault är nära nog obefolkad, med mindre än två invånare per kvadratkilometer.